# اومبرا
اومبرا (انگلیسی: Umbra) شرکت بازی ویدئویی فنلاندی است، که در سال ۲۰۰۷ تأسیس شد.